# Leucospis petiolata
Leucospis petiolata är en stekelart som beskrevs av Fabricius 1787. Leucospis petiolata ingår i släktet Leucospis och familjen Leucospidae. Inga underarter finns listade i Catalogue of Life.